# دکترین دراگو

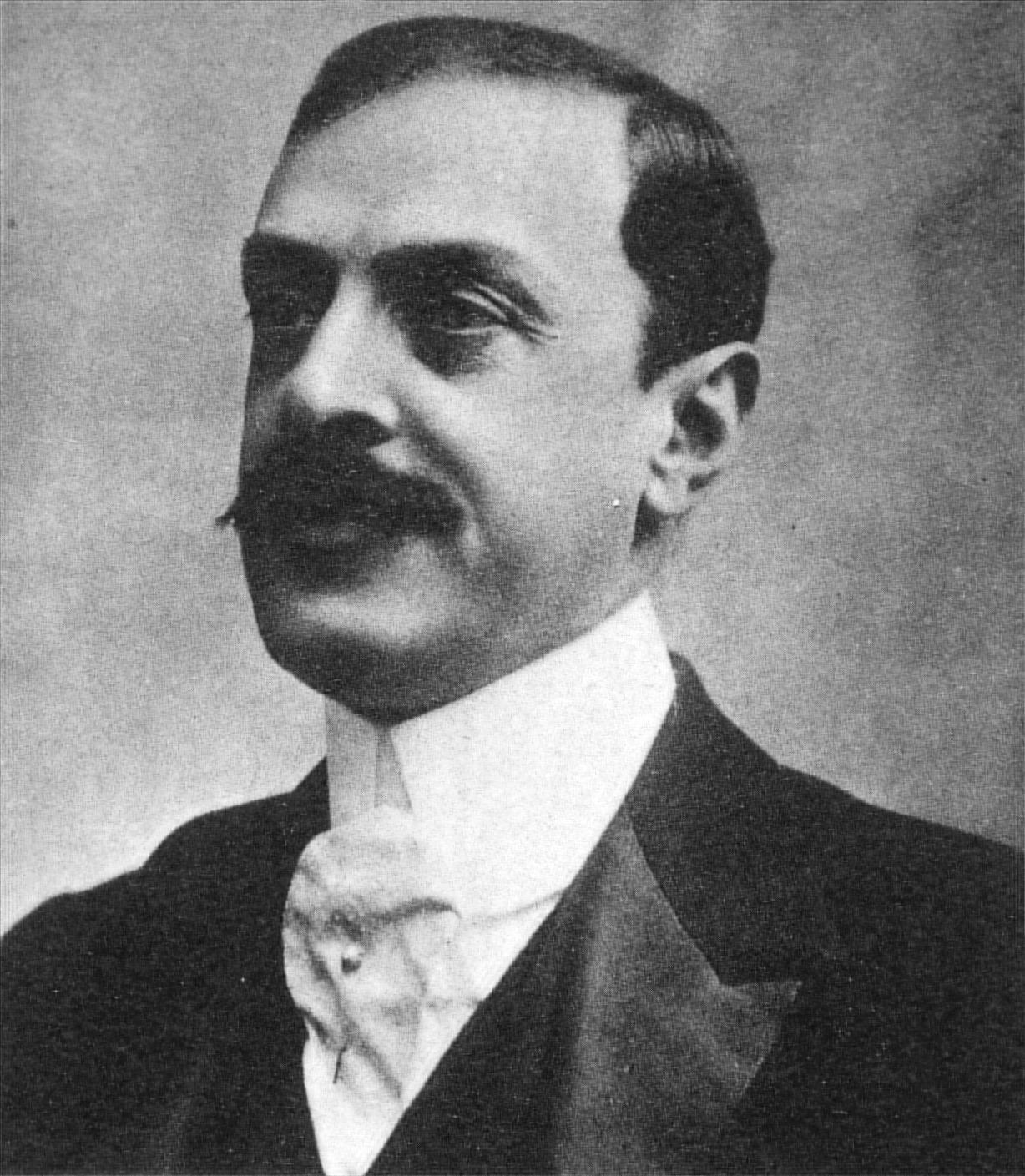
لوئیس ماریا دراگو

دکترین دراگو (انگلیسی: Drago Doctrine) نظریه‌ای است که به موجب آن کشورها نمی‌توانند برای وصول مطالبات خود از کشورهای دیگر از زور استفاده کنند. دکترین دراگو مقرر می‌دارد عدم توانایی پرداخت بدهی‌های عمومی کشور به بیگانگان یا کشوری دیگر، به کشور طلبکار حق مداخله نظامی برای جمع‌آوری بدهی‌های خود را نمی‌دهد.
نام این دکترین، مأخوذ از نام لوئیس ماریا دراگو، وزیر امور خارجه وقت آرژانتین است. وی نظریه خود را در سال ۱۹۰۲ در نتیجه محاصره دریایی ونزوئلا توسط قوای انگلستان، آلمان و ایتالیا (به‌لحاظ عدم پرداخت ونزوئلا) مطرح کرد.